# حقبة الطلائع الحديثة
حقبة الطلائع الحديثة (باللاتينية: Neoproterozoic)، وهي الحقبة الثالثة والأخيرة من حقب الدهر السحيق الثلاثة، والأخيرة في ما قبل الكمبري. امتدت من 1000 إلى 538.8  ± 0.6 مليون سنة مضت، لمدة 461.2 مليون سنة تقريبا. تنقسم هذه الحقبة إلى ثلاثة عصور: التوني، البارد، الإدياكاري.
تم تعريف هذه الحقبة زمنياً ولا يُشار إليها بمستوى معين لطبقة صخرية على الأرض، باستثناء العصر الإدياكاري الأخير من هذه الحقبة والذي تم تعريف حدوده طبقيا.
حدث في هذه الحقبة اشد تجلد معروف في السجل الجيولوجي وذلك خلال العصر البارد، عندما وصلت الصفائح الجليدية إلى خط الاستواء نشأت منها الكرة الأرضية الثلجية. وتم العثور على أقدم أحافير لأحياء متعددة الخلايا في العصر الإدياكاري، تشمل الحيويات الإدياكارية التي تعتبر أقدم حيوانات.
وفقا لتقرير عالم الجيولوجيا رينو وبعض زملائه، إن مجموع القشر القارية التي تشكلت في تجبل وحدة إفريقيا وتجبل جرينفيل يجعل من حقبة الطلائع الحديثة الفترة التاريخية للأرض التي أنتجت معظم القشر القارية.

## أحداث جيولوجية
في بداية حقبة الطلائع الحديثة بدأت القارة العظمى رودينيا، التي كانت قد تشكلت واجتمعت خلال أواخر حقبة الطلائع الوسطى بالامتداد نحو خط الاستواء، وخلال عصر التوني بدأ تصدع في تفكيك رودينيا إلى عدد من الكتل المستقلة.
وقعت عدة أحداث جليدية على نطاق واسع خلال حقبة الطلائع الحديثة وقد تكون نتيجة لموقع معظم القارات عند خطوط العرض المنخفضة،
ومن هذه الأحداث تجلدي العصر البارد الستورتي والمارينوي. ويعتقد أن هذه التجلدات كانت شديدة جدا لدرجة أن الصفائح الجليدية وصلت عند خط الاستواء-وهي حالة تعرف باسم «الكرة الأرضية الثلجية».

## الأحياء القديمة
تم إدخال فكرة عصر حقبة الطلائع الحديثة في عقد 1960. وفي القرن التاسع عشر حدد علماء الأحافير بداية ظهور حياة متعددات الخلايا في الحيوانات ذات القشرة الصلبة التي تسمى ثلاثية الفصوص وإسفنج القدحيات القديمة، وهذا التحديد وضع نقطة لبداية عصر الكامبري. في بداية القرن العشرين، بدأ علماء الحفريات باكتشاف أحافير لحيوانات متعددة الخلايا كانت قبل بداية الكامبري. في عقد 1920 تم العثور على أحافير لحيوانات معقدة في جنوب غرب أفريقيا ولكنها لم تؤرخ بشكل دقيق. وفي عقد 1940 تم العثور على حيوانات أخرى في جنوب أستراليا، ولكن لم يتم فحصها بدقة حتى أواخر عقد 1950. تم العثور على أحافير أخرى يعتقد أنها قديمة في روسيا، وإنجلترا، وكندا، وفي أماكن أخرى. تم تحديد بعضها بأن تكون أحافير زائفة، ولكن تم الكشف عن الأخرى لتكون ضمن الأحياء المعقدة التي لم تفهم لحد الآن. 25 منطقة على الأقل من جميع أنحاء العالم استخرج منها أحافير لحيوانات متعددة الخلايا تبين أنها أقدم من حدود الكامبري التقليدية منذ 541 مليون سنة.
من المحتمل أن تكون بعض الحيوانات القديمة أسلاف لحيوانات حديثة. تقع معظمها في مجموعات غامضة من كائنات شبيهة بالسرخس؛ قرصية الشكل قد تكون صامدة بوجه الكائنات المهاجمة («الميدوسويد»)؛ وأشكال تشبه المراتب؛ وأنابيب جيرية صغيرة؛ وحيوانات مدرعة من مصادر غير معروفة.
كان أكثرها شيوعا يعرف باسم الحيويات الفيندية حتى تغيرت التسمية الرسمية للعصر، حيث تعرف حاليا بالحيويات الإدياكارية، وكان معظمهم ناعمة الجسد، وعلاقتها مع الأشكال الحديثة غامضة إن وجد.ويربط بعض علماء الأحافير معظم هذه الأشكال بالحيوانات الحديثة. ويعتقد آخرون أن هناك بعض العلاقات المحتملة ولكن يشعرون بأن معظم أشكال عصر الإدياكاري تمثل أنواع لحيوانات غير معروفة. بالإضافة إلى حيويات الإدياكاري، تم اكتشاف نوعين آخرين من الكائنات الحية في الصين هما تشكلات «دوشانتو» (Doushantuo) و«هاينان» (Hainan).

## الأقسام الفرعية
تنقسم هذه الحقبة إلى ثلاثة عصور:
| الدهر   | الحقبة          | العصر       | أهم الأحداث | البداية (م.س.مضت) |
| ------- | --------------- | ----------- | --- | ----------------- |
| البشائر | الحياة القديمة  | الكمبري     | أحدث | أحدث              |
| الطلائع | الطلائع الحديثة | الإدياكاري  | - أحداث جيولوجية: تكون جبال تاكونيك في أمريكا الشمالية. تكون سلسلة ارافالي [الإنجليزية] في شبه القارة الهندية. بداية تكون جبال عموم أفريقيا، مما أدى إلى تكوين قارة بانوتيا العملاقة القصيرة العمر في العصر الإدياكاري، والتي انقسمت بحلول نهاية العصر إلى لورنشيا، وبلطيقيا، وسيبيريا، وغندوانا. بداية تكون جبال بيترمان [الإنجليزية] في القارة الاسترالية. تكون جبال بيردمور في القارة القطبية الجنوبية قبل (633 - 620 مليون سنة). تشكل طبقة الأوزون. زيادة مستويات المعادن في المحيطات. - أحداث حيوية : أحافير بحالة جيدة لحيوانات بدائية. ازدهار الحيويات الإدياكارية واتنتشارها بجميع البحار، وربما ظهرت بعد انفجار، أو بسبب حدث أكسدة كبير. ظهور حيوانات الفيندوبيونتا (تقارب غير معروف بين الحيوانات)، واللاسعات، وثنائيات التناظر. تشمل حيوانات الفينودوزوان الغامضة العديد من المخلوقات الهلامية اللينة على شكل أكياس أو أقراص أو لحاف (مثل الديكينسونيا). آثار حفرية بسيطة قد تكون لشبيهات الدودة مثل جحور تريبتكنوس وغيرها.                                                                               | ≈635              |
| الطلائع | الطلائع الحديثة | الكرايوجيني | - أحداث جيولوجية: قد يكون عصر "الكرة الأرضية الثلجية". أواخر التناقص التدريجي لتكون جبال روكر/نيمرود في القارة القطبية الجنوبية. - أحداث حيوية : لاتزال الأحافير نادرة. ظهور حفريات حيوانية غير مثيرة للجدل. ظهور الفطريات الأرضية والنباتات الملتوية الافتراضية. | ≈720              |
| الطلائع | الطلائع الحديثة | التوني      | - أحداث جيولوجية: حدوث التجمع النهائي للقارة العظمى رودينيا في أوائل العصر التوني، مع بداية الانفصال منذ حوالي 800 مليون سنة. انتهى تكون جبال سفكونورويجيان. تناقص تدريجي لتكون جبال جرينفيل في أمريكا الشمالية. تكون بحيرة روكر/نيمرود في القارة القطبية الجنوبية قبل (1,000 ± 150 مليون سنة). تكون جبال إدمونديان (920 - 850 مليون سنة مضت) في مجمع غازكوين غرب استراليا. بداية ترسب حوض أديلايد العظيم وحوض سنتراليان العظيم في القارة الأسترالية. - أحداث حيوية : أول الحيوانات الافتراضية (من البعديات الصحيحة) وطبقات الطحالب الأرضية. ظهور العديد من الأحداث التكافلية الداخلية المتعلقة بالطحالب الحمراء والخضراء، التي تنقل البلاستيدات إلى الطحالب الداكنة (مثل الدياتومات والطحالب البنية) والسوطيات الدوارة ومخفيات النبت ولمسيات النبت والطحالب الحنديرية (ربما بدأت الأحداث في حقبة الطلائع الوسطى) في حين ظهرت أيضًا أولى الريتاريات (مثل المثقبات): تنوع حقيقيات النوى بسرعة، بما في ذلك الطحالب والحيوانات حقيقية النوى وأشكال التمعدن الحيوي. وجود أثار حفريات بسيطة لحقيقيات النوى متعددة الخلايا. | 1000              |
| الطلائع | الطلائع الوسطى  | الستني      | أقدم | أقدم              |

## حدود الفترة
التسميات للحدود الزمنية لحقبة الطلائع الحديثة لم تكن ثابتة. يشير الجيولوجيون الروس والاسكندنافيون إلى أن العصر الأخير من حقبة الطلائع الحديثة هو «الفيندي»، بينما يشير إليه الجيولوجيون الصينيون باسم «السيني»، ومعظم الأستراليين والأمريكيين الشماليين استخدموا اسم الإدياكاري.
وفي عام 2004، صادق الاتحاد الدولي للعلوم الجيولوجية ليكون الإدياكاري عصرا جيولوجيا لحقبة الطلائع الحديثة، يغطي الفترة ما بين 635 و 538.8 مليون سنة مضت. حدود عصر الإدياكاري هي حدود الوحيدة لما قبل الكامبري التي يحددها نقطة ومقطع طبقة الحدود العالمية بدلا من «العمر الطبقي المعياري العالمي».